# Antes de... (trilogía)
La trilogía Antes de... (en el inglés original: The Before trilogy) es una serie cinematográfica que consta de tres películas románticas estadounidenses dirigidas por Richard Linklater: Before Sunrise (1995), Before Sunset (2004) y Before Midnight (2013). La primera película fue coescrita por Linklater y Kim Krizan. La segunda película fue escrita por Linklater, Krizan, Ethan Hawke y Julie Delpy (Linklater y Krizan recibieron crédito por su trabajo en la secuela), mientras que la tercera película fue coescrita por Linklater, Hawke y Delpy. Hawke y Delpy también son los protagonistas de la trilogía.
Las películas en su conjunto fueron distribuidas por Sony Pictures (bajo sus sellos Columbia y Classics para la primera y tercera película) y Warner Bros. Pictures (bajo su sello Independent solo para el segundo), mientras que las tres películas fueron producidos por Castle Rock Entertainment; Before Midnight también fue producida por Venture Forth y la productora de Linklater, Detour Filmproduction. Ambientadas y filmadas en intervalos de nueve años, las películas narran la relación romántica entre el norteamericano Jesse (Hawke) y la francesa Céline (Delpy) en tres períodos de sus vidas; los personajes también hacen cameos en la película de antología animada de Linklater Waking Life (2001). La realización de Before Midnight se narra en un documental de 31 minutos titulado After Before, que se filmó en el set.
Las películas se consideran de estilo minimalista y consisten principalmente en monólogos y conversaciones informales con diálogos prolongados entre los 2 protagonistas. Se detallan ideas y perspectivas contrastantes sobre la vida y el amor, haciendo referencia al tiempo, el autodescubrimiento, la edad, la pérdida y la paternidad; se considera una exploración del romance posmoderno.
La trilogía Before ha recibido elogios generalizados de la crítica, siendo nominada a dos Premios de la Academia, dos Premios del Sindicato de Escritores de América y el Globo de Oro a la Mejor Actriz - Comedia o Musical por Delpy por Before Midnight. La serie también ha sido un éxito comercial, recaudando 61,5 millones de dólares en todo el mundo frente a un presupuesto combinado de 7,5 millones de dólares. A pesar de que se ha discutido por los cineastas y ampliamente rumoreado por el público, una cuarta película no está en desarrollo.

## Películas

### Antes del amanecer
Estrenada en 1995, Before Sunrise se desarrolla durante una sola noche en Viena, Austria; Jesse, un estudiante estadounidense que viaja por Europa y que esta por regresar a su país, y Céline, una estudiante francesa que visita a sus familiares, se encuentran en un tren Eurail procedente de Budapest con rumbo a París. Se bajan del tren y deambulan por las calles de Viena en la noche e inevitablemente se enamoran, pero se separan y acuerdan volver a encontrarse en el futuro.

### Antes del atardecer
Estrenada en 2004, Before Sunset tiene lugar nueve años después de la primera película y está ambientada durante una tarde en París. Jesse, ahora un padre casado y un autor de gran éxito de ventas, se reencuentra con Céline durante una gira de promoción de su último libro, que está basado en su encuentro en Viena. Deambulan por París y se lamentan de no haber cumplido con sus planes de reunirse, pero poco a poco volverá a renacer los sentimientos del uno al otro. Al final de la película, Jesse va al departamento de Céline y decide perder su vuelo a casa para quedarse con ella.

### Antes de la medianoche
Estrenada en 2013, Before Midnight tiene lugar nueve años después, y se desarrolla durante un solo día en la costa del Peloponeso en Grecia. Jesse y Céline, ahora una pareja con dos hijas gemelas, están de vacaciones; en ello, discuten sobre el deseo de Jesse de mudarse a Chicago para estar más cerca de su hijo, Hank, mientras que Céline desea quedarse en París para trabajar en el gobierno francés. A pesar de que su relación pasa por una crisis producto de sus anhelos y deseos, finalmente se reconcilian.

## Producción
Before Sunrise se inspiró en una mujer que Richard Linklater conoció en una tienda de juguetes en Filadelfia en 1989. Debido al predominio del diálogo, Linklater optó por colaborar en el guion con Kim Krizan, quien previamente apareció en sus películas Slacker (1990) y Dazed and Confused (1993). Según Linklater, "su mente [es] un flujo constante de ideas seguras e inteligentes", mientras hablaban sobre el concepto y los personajes de la película; discutiendo únicamente un esbozo, el guion se escribió en 11 días. Linklater deseaba explorar las "relaciones de la vida y descubrir a dos personas [de] completo anonimato y tratar de averiguar quiénes eran realmente". Como resultado, se decidió por un entorno extranjero y decidió que una persona está "más abierta a experiencias fuera de su ámbito".
El casting para la primera película tomó nueve meses; originalmente contrario a elegir a Ethan Hawke, considerándolo demasiado joven para el papel, Linklater lo contrató después de verlo en una obra de teatro en la ciudad de Nueva York. Después de contratar a Julie Delpy, Linklater les pidió que leyeran juntos en Austin, Texas, y luego decidió que eran los adecuados para los papeles. En 2016, Delpy le dijo a Creative Screenwriting que ella y Hawke realizaron reescrituras no acreditadas, afirmando que "el guión original [carecía] de romance. Fue mucho hablar [y] Richard nos contrató para llevar el romance a la película". A pesar de no estar acreditada, Delpy afirmó que un crédito de una actriz relativamente desconocida en la industria pudo haber impedido que la película obtuviera financiación. Posteriormente, Delpy y Hawke recibieron crédito por escribir las secuelas.
Linklater consideró una secuela con mayor presupuesto, que se filmaría en cuatro lugares. Su propuesta no consiguió financiación, por lo que redujo el concepto de la película, con Hawke, Linklater y Delpy trabajando de forma independiente en sus propios guiones a lo largo de los años. También adaptaron elementos de los guiones anteriores de Before Sunrise para la secuela.
Linklater describió el proceso de completar la versión final de la película como:

Nos sentamos en una habitación y trabajamos juntos en un período de dos o tres días, elaboramos un esquema muy detallado de toda la película en este tipo de entorno en tiempo real. Y luego, durante el próximo año más o menos, empezamos a enviarnos correos electrónicos y faxes. Yo era una especie de conducto: me enviaban monólogos y diálogos y escenas e ideas, y yo estaba editando, compilando y escribiendo. Y así fue como se nos ocurrió un guión.

Hawke dijo: "No es como si alguien nos estuviera rogando que hiciéramos una segunda película. Obviamente lo hicimos porque queríamos".
Se filmó íntegramente en locaciones de París. La librería Shakespeare and Company en la orilla izquierda se utilizó para la escena inicial. Otros lugares incluyen su paseo por el distrito de Marais del distrito 4, Le Pure Café en el distrito 11, el parque Promenade Plantée en el distrito 12, a bordo de un bateau mouche desde Quai de la Tournelle hasta Quai Henri IV, el interior de un taxi, y finalmente el "apartamento de Céline". Descrito en la película como ubicado en 10 rue des Petites-Écuries, fue filmado en Cour de l'Étoile d'Or en la rue du Faubourg St-Antoine.
El rodaje duró 15 días, con un presupuesto de unos 2 millones de dólares. La película se destaca por su uso de Steadicam para tomas de seguimiento y su uso de tomas largas; la toma más larga de Steadicam dura unos 11 minutos. Como las grabaciones coincidieron en uno de los veranos más calurosos registrados, el elenco y el equipo sufrieron junto con los residentes de la ciudad, ya que las temperaturas superaron los 100 grados F (38 °C) para la mayor parte de la producción.
La película se destaca por tener lugar esencialmente en tiempo real, es decir, el tiempo transcurrido en la historia es el tiempo de ejecución de la película. En el clima templado de París, que cambia rápidamente, esto creó desafíos para el director de fotografía Lee Daniel para igualar el color y la intensidad de los cielos y la luz ambiental de una escena a otra. La mayoría de las escenas se rodaron en secuencia, ya que aún estaban desarrollando el guion. La productora Anne Walker-McBay trabajó con menos tiempo y menos dinero que en Antes del amanecer, pero aun así llevó la película a tiempo y dentro del presupuesto. La secuela se estrenó nueve años después de Before Sunrise, la misma cantidad de tiempo que ha transcurrido en la trama desde los eventos de la primera película.
La película se estrenó coincidiendo con el divorcio de Hawke de Uma Thurman. Algunos comentaristas establecieron paralelismos entre la vida personal de Hawke y el personaje de Jesse en la película. Un comentario adicional ha señalado que tanto Hawke como Delpy incorporaron elementos de sus propias vidas en el guion. Delpy escribió dos de las canciones que aparecen en la película, y una tercera de ella se incluyó en los créditos finales y la banda sonora de la película.
En los años siguientes, Linklater, Hawke y Delpy habían discutido hacer una secuela de Before Sunset (o la tercera de una trilogía). En noviembre de 2011, Hawke dijo que él, Delpy y Linklater "hablaron mucho en los últimos seis meses. Los tres hemos tenido sentimientos similares, que estamos listos para volver a visitar a esos personajes. Hay nueve años entre las dos primeras películas y, si hiciéramos la película el próximo verano, serían nueve años nuevamente, así que empezamos a pensar que sería bueno hacerlo. Así que vamos a intentar escribirlo este año".
En junio de 2012, Hawke confirmó que la tercera película se filmaría ese verano. Poco después, Delpy negó que la filmación se llevara a cabo ese año. Pero en agosto de 2012, surgieron numerosos informes de Messenia, Grecia, de que la película se estaba filmando allí. La finalización de la filmación de la secuela, titulada Before Midnight, se anunció el 5 de septiembre de 2012. Linklater dijo que, después de diez semanas de escribir y ensayar, la película se hizo en quince días por menos de $3 millones. Se estrenó en el Festival de Cine de Sundance de 2013 en enero de 2013.

## Recepción

### Respuesta crítica y pública
Before Sunrise recibió grandes elogios de la crítica en el momento de su lanzamiento. El sitio web de agregación de reseñas Rotten Tomatoes informó que el 100% de los críticos le dieron a la película una reseña positiva basada en 43 reseñas, con una calificación promedio de 8.32/10. El consenso de los críticos del sitio dice: "Antes del amanecer, que invita a la reflexión y está bellamente filmada, es una mirada inteligente y descaradamente romántica al amor moderno, dirigida por actuaciones maravillosamente naturales de Ethan Hawke y Julie Delpy". En Metacritic, la película tiene una puntuación media ponderada de 77 sobre 100 basada en 18 críticos, lo que indica "críticas generalmente favorables". Audiencias encuestadas por CinemaScore le dio a la película una calificación B en una escala de A a F.
El crítico de cine Roger Ebert le dio a Before Sunrise tres de cuatro estrellas y describió a Julie Delpy como "deslumbrantemente hermosa y, lo que es más importante, cálida y práctica, que habla inglés tan bien que el guión tiene que explicarlo (pasó algún tiempo en la Estados)". En su reseña para The New York Times, Janet Maslin escribió: "Antes del amanecer es tan desigual como podría ser cualquier conversación maratoniana, combinando ideas coloridas y desarmadoras con pausas periódicas. El cineasta claramente quiere las cosas de esta manera, con estos dos jóvenes personajes probándose ideas y actitudes como si fueran ropa nueva". Hal Hinson, en su reseña para The Washington Post, escribió: "Before Sunrise no es una gran película, o una con grandes ideas, pero está por encima de las banales historias de amor de veinteañeros que normalmente ves en el cine. Este, al menos, trata a los jóvenes como personas reales".
Before Sunset recibió elogios generalizados de la crítica. En Rotten Tomatoes tiene un índice de aprobación del 95% según 174 reseñas, con una calificación promedio de 8.31/10. El consenso de los críticos del sitio dice: "Lleno de diálogos atractivos, Before Sunset es un romance ingenioso y conmovedor, con química natural entre Hawke y Delpy". En Metacritic, la película tiene una puntuación media ponderada de 90 sobre 100 basada en 39 reseñas de las principales publicaciones, lo que indica "aclamación universal". La película apareció en las listas de las 10 mejores películas de 2004 de 28 críticos, y ocupó el puesto 27 en la lista de Metacritic de las películas con mejores reseñas de la década (2000-2009).
Al comparar esta película con la primera, el crítico de cine estadounidense Roger Ebert escribió: "Antes del amanecer fue una notable celebración de la fascinación del buen diálogo. Pero Before Sunset es mejor, quizás porque los personajes son mayores y más sabios, quizás porque tienen más que perder (o ganar), y quizás porque Hawke y Delpy escribieron los diálogos ellos mismos". En su reseña para Los Angeles Times, Manohla Dargis elogió la película como una "obra de arte más profunda y verdadera que la primera" y elogió al director Linklater por hacer una película que "mantiene la fe en el cine estadounidense en su máxima expresión".
Before Midnight también recibió elogios generalizados de la crítica. Rotten Tomatoes le otorga a la película una puntuación del 98% según las reseñas de 189 críticos, con una calificación promedio de 8.7/10. El consenso del sitio es: "Sobre la base de las dos primeras entregas de la bien elaborada trilogía Before de Richard Linklater, Before Midnight ofrece perspectivas inteligentes y poderosamente actuadas sobre el amor, el matrimonio y el compromiso a largo plazo". Metacritic le da a la película una puntuación de 94 sobre 100, según las reseñas de 41 críticos, lo que indica "aclamación universal". Fue catalogada como la tercera mejor película del año después de 12 Years a Slave y Gravity. Según Rotten Tomatoes, fue la segunda película mejor reseñada de 2013 después de Gravity de Alfonso Cuarón.
Según Philip Kemp de Total Film, "Al igual que con sus dos predecesores, y con las películas del director de la Nueva Ola francesa Éric Rohmer, la deidad que preside este tipo de cine , Midnight es esencialmente una película sobre gente hablando. Pero cuando la charla es tan buena, tan absorbente, reveladora, ingeniosa y verdadera, ¿quién se va a quejar?... [Es un] capítulo más que digno y que supera las expectativas en una de las mejores historias de amor del cine moderno. Tan honesto, convincente, divertido, íntimo y natural como sus predecesores." 
Perry Seibert de AllMovie también elogió la película y escribió: "El trío de guionistas llena la película con conversaciones largas y discursivas (solo hay dos escenas en los primeros 20 minutos) que se sienten completamente improvisadas cuando se interpretan, pero están estructuradas con demasiada destreza ser otra cosa que el trabajo de artistas consumados". Eric Kohn, de Indiewire, le dio a la película una crítica entusiasta y la agregó a su lista de las 10 mejores películas de 2013. Escribió que "Con Before Midnight, Richard Linklater ha completado una de las mejores trilogías cinematográficas de todos los tiempos". En 2021, The Independent clasificó a Before Trilogy en tercer lugar en su lista de las "10 mejores trilogías cinematográficas de todos los tiempos".
| Película               | Fecha de lanzamiento  | Presupuesto             | Taquilla bruta  |
| ---------------------- | --------------------- | ----------------------- | --------------- |
| Antes del amanecer     | 19 de enero de 1995   | 2,5 millones de dólares | $ 22,5 millones |
| Antes del atardecer    | 10 de febrero de 2004 | $ 2 millones            | $ 15,8 millones |
| Antes de la medianoche | 20 de enero de 2013   | $ 3 millones            | $ 23,2 millones |

| Película               | Rotten Tomatoes   | Rotten Tomatoes      | Rotten Tomatoes    | Metacritic      | IMDb                | FilmAffinity       |
| Película               | Críticos          | Críticos importantes | Audiencia          | Metacritic      | IMDb                | FilmAffinity       |
| ---------------------- | ----------------- | -------------------- | ------------------ | --------------- | ------------------- | ------------------ |
| Antes del amanecer     | 100% (48 reseñas) | 100% (9 reseñas)     | 93% (50 000 votos) | 77 (18 reseñas) | 8.1 (323 000 votos) | 7.4 (44 257 votos) |
| Antes del atardecer    | 94% (177 reseñas) | 96% (53 reseñas)     | 92% (50 000 votos) | 90 (39 reseñas) | 8.1 (276 000 votos) | 7.3 (40 100 votos) |
| Antes de la medianoche | 98% (207 reseñas) | 94% (62 reseñas)     | 82% (25 000 votos) | 94 (41 reseñas) | 7.9 (166 000 votos) | 7.2 (26 775 votos) |
| Promedio               | 97%               | 97%                  | 89%                | 87              | 8.0                 | 7.3                |

El público encuestado por el sitio CinemaScore le dio a "Before Sunrise" una calificación "B" en una escala de A a F. Las otras dos películas no fueron encuestadas por este sitio.

## Secuela potencial
Con los años, Linklater, Hawke y Delpy han discutido continuar con la serie, con niveles de interés cambiantes.
En marzo de 2020, Hawke declaró que es probable que una secuela no siga el precedente anterior de una brecha de nueve años entre películas explicando que "Si los primeros tres tuvieran nueve años de diferencia, el cuarto no seguiría esa trayectoria". También dijo que "Linklater querría un camino diferente [pero] disfrutamos trabajar juntos y estar juntos. Tenemos que asegurarnos de que tenemos algo que decir".
En junio de 2021, Delpy dijo que había rechazado seguir adelante con una secuela, aunque luego aclaró: “nosotros, [los] tres, acordamos que no podíamos pensar en algo bueno para una cuarta. Era una idea que a ninguno de nosotros nos gustaba [y] ese fue el final”.